# Nisos (company d'Eneas)

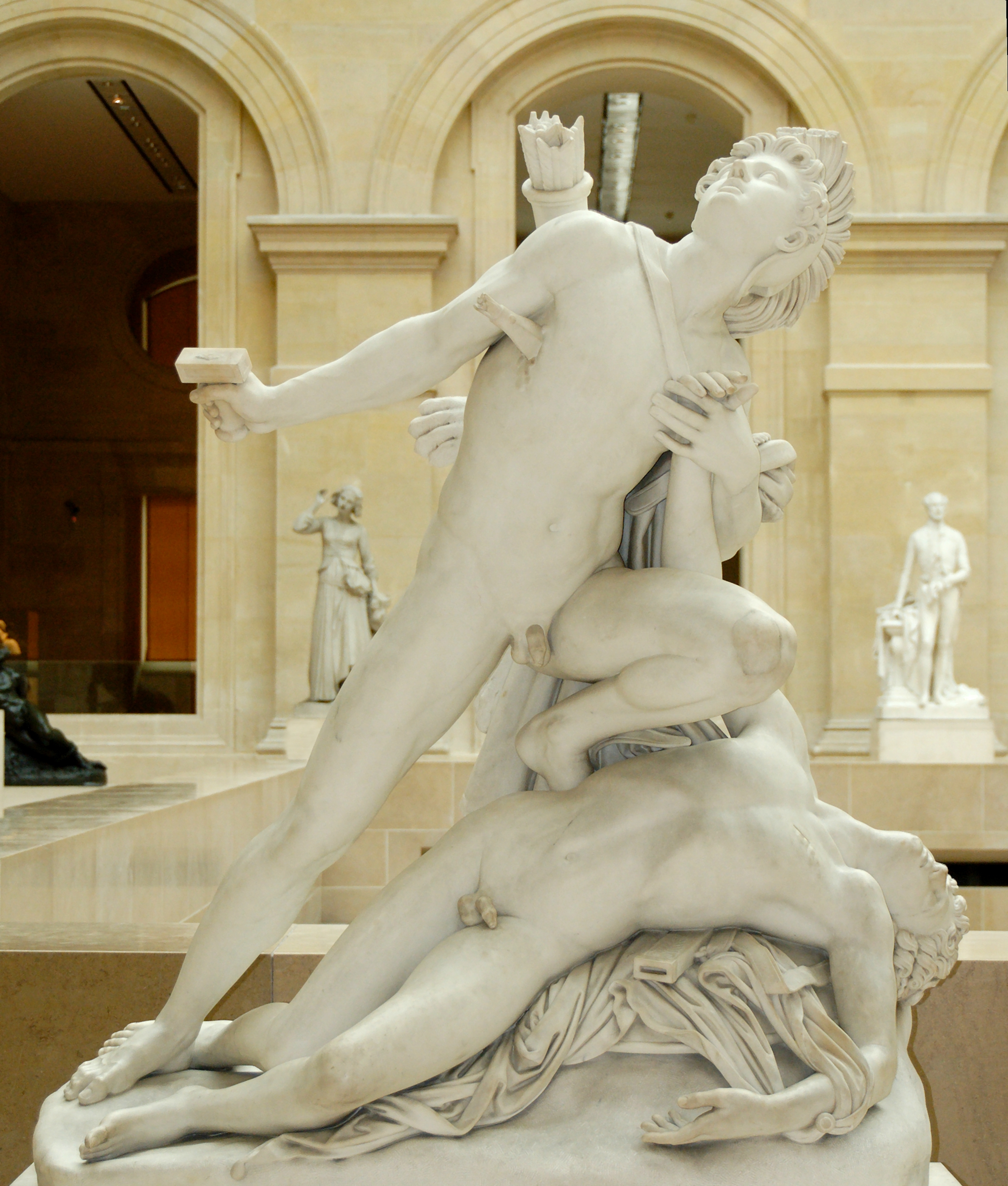
Nisos i Euríal. Louvre

Segons la mitologia romana, Nisos (en llatí: Nisus) és el nom d'un company d'Eneas, cèlebre per la seva amistat amb Euríal. Virgili, a l'Eneida, menciona que Nisos i Euríal van anar a espiar el campament enemic  a la guerra contra els rútuls. Els van perseguir, però, per un contingent de cavalleria, així que es van retirar i es van amagar en un bosc. Euríal va resultar finalment mort i Nisos, per tal de venjar la mort del seu amic, va sortir del seu amagatall i va morir lluitant.